# Proyecto Perseus
El Proyecto Perseus (en inglés: Perseus Project) es un proyecto de biblioteca digital de la Universidad Tufts, ubicada en Massachusetts, Estados Unidos, que reúne una colección digital de fuentes de las Humanidades, presentada por el Departamento de Clásicas. El editor principal del proyecto desde su fundación es Gregory Crane, catedrático de dicha universidad. 
El proyecto nació en 1987 con la intención de reunir y ofrecer materiales para el estudio de la Antigua Grecia. Se han publicado dos CD-ROM y el denominado Perseus Project Library está disponible en Internet desde 1995. El proyecto ha superado el objetivo para el que fue creado. Las colecciones actuales abarcan los clásicos de Grecia y Roma, el Renacimiento inglés, los documentos de Edwin Bolles y la historia de la Universidad Tufts, además de herramientas auxiliares como diccionarios y enciclopedias. 
El Perseus Project es partidario del código abierto y publica los textos que están en dominio público en formato XML disponible para su descarga.